# Chalepogenus subcaeruleus
Chalepogenus subcaeruleus är en biart som beskrevs av Roig-alsina 1999. Chalepogenus subcaeruleus ingår i släktet Chalepogenus och familjen långtungebin. Inga underarter finns listade i Catalogue of Life.